# Julie Coin
Julie Coin (Amiens, 2 dicembre 1982) è un'allenatrice di tennis ed ex tennista francese, professionista dal 1999 al 2015.

## Biografia
Julie è nata e vive ad Amiens, in Francia. I suoi genitori sono entrambi degli ex giocatori professionisti di pallamano. Da bambina, veniva allenata dallo stesso allenatore di Amélie Mauresmo, nello stesso tennis club. Ha studiato alla Clemson University tra il 2002 e il 2005, periodo in cui ha giocato nella squadra di tennis dell'università trascinando il team alle semifinali NCAA per due anni consecutivi. Nel 2005 ha conseguito la laurea in matematica.

## Carriera
In carriera ha raggiunto come best ranking nel singolare la 60ª posizione il 27 luglio 2009 mentre nel doppio la 49ª posizione il 19 aprile 2010. In carriera, nel circuito ITF ha vinto 10 titoli singolari e 16 titoli nel doppio.
Coin ha disputato il primo match da professionista nel 1999 nel torneo ITF di Le Havre, mentre ha giocato per la prima volta le qualificazioni nel circuito WTA nel 2006. L'anno seguente, grazie ad una wildcard, prende parte all'Open di Francia, giocando per la prima volta le qualificazioni di un torneo del Grande Slam, dove però esce al primo turno contro Emma Laine.
Nel 2008 ha superato i tre turni di qualificazione agli US Open accedendo al tabellone principale. Al primo turno ha vinto contro Casey Dellacqua in due tie-break, mentre al secondo ha registrato la più grande vittoria della sua carriera sconfiggendo l'allora numero 1 al mondo Ana Ivanović, uscendo poi al terzo contro Amélie Mauresmo, il primo e ultimo raggiunto nelle prove dello Slam in carriera.
Conclusa la stagione, nel 2015 si ritira dal tennis professionistico, tornando nel 2017 solo per disputare il torneo di doppio nel torneo ITF da $25.000 di Le Havre, in coppia con Diane Parry.

## Statistiche

### Risultati in progressione
| Sigla | Risultato               |
| ----- | ----------------------- |
| V     | Vincitore               |
| F     | Finalista               |
| SF    | Semifinalista           |
| O     | Oro olimpico            |
| A     | Argento olimpico        |
| SF    | Bronzo olimpico         |
| QF    | Quarti di Finale        |
| 4T    | Quarto turno            |
| 3T    | Terzo turno             |
| 2T    | Secondo turno           |
| 1T    | Primo turno             |
| RR    | Round Robin             |
| LQ    | Turno di qualificazione |
| A     | Assente                 |
| ND    | Non disputato           |

| Legenda superfici    |
| -------------------- |
| Cemento              |
| Terra battuta        |
| Erba                 |
| Superficie variabile |

#### Singolare nei tornei del Grande Slam
| Torneo          | 2006    | 2007    | 2008    | 2009 | 2010 | 2011 | 2012 | 2013 | 2014 | 2015 | V–S |
| --------------- | ------- | ------- | ------- | ---- | ---- | ---- | ---- | ---- | ---- | ---- | --- |
| Australian Open | Assente | Assente | Assente | 2T   | 2T   | A    | A    | Q1   | A    | A    | 2-2 |
| Open di Francia | Q1      | Q1      | Q2      | 2T   | 1T   | Q1   | Q1   | Q1   | A    | Q2   | 1-2 |
| Wimbledon       | Assente | Assente | Q1      | 1T   | 1T   | A    | A    | Q2   | A    | Q2   | 0-2 |
| US Open         | A       | Q2      | 3T      | 2T   | 1T   | A    | Q1   | Q1   | A    | Q1   | 3-3 |
| Totale          | 0-0     | 0-0     | 2-1     | 3-4  | 1-4  | 0-0  | 0-0  | 0-0  | 0-0  | 0-0  | 6-9 |

#### Doppio nei tornei del Grande Slam
| Torneo          | 2006    | 2007    | 2008    | 2009    | 2010 | 2011    | 2012    | 2013    | 2014    | 2015    | V–S  |
| --------------- | ------- | ------- | ------- | ------- | ---- | ------- | ------- | ------- | ------- | ------- | ---- |
| Australian Open | Assente | Assente | Assente | Assente | 2T   | Assente | Assente | Assente | Assente | Assente | 1-1  |
| Open di Francia | 1T      | 1T      | 2T      | 2T      | 1T   | 1T      | 1T      | 2T      | 3T      | 1T      | 4-10 |
| Wimbledon       | Assente | Assente | Assente | 1T      | 1T   | Assente | Assente | Assente | Assente | Assente | 0-2  |
| US Open         | Assente | Assente | Assente | 2T      | 1T   | Assente | Assente | Assente | Assente | Assente | 1-2  |
| Totale          | 0-1     | 0-1     | 1-1     | 2-3     | 1-4  | 0-1     | 0-1     | 1-1     | 2-1     | 0-0     | 7-15 |

#### Doppio misto nei tornei del Grande Slam
| Torneo          | 2009    | 2010    | 2011    | 2012    | 2013    | 2014    | 2015    |
| --------------- | ------- | ------- | ------- | ------- | ------- | ------- | ------- |
| Australian Open | Assente | Assente | Assente | Assente | Assente | Assente | Assente |
| Open di Francia | 1T      | 2T      | 1T      | 1T      | 1T      | 1T      | 1T      |
| Wimbledon       | Assente | Assente | Assente | Assente | Assente | Assente | Assente |
| US Open         | Assente | Assente | Assente | Assente | Assente | Assente | Assente |

## Vittorie contro giocatrici Top 10
| Stagione | 2008 | Totale |
| Vittorie | 1    | 1      |

| #    | Giocatrice   | Ranking | Evento            | Superficie | Turno | Punteggio     | Rank. JCR |
| ---- | ------------ | ------- | ----------------- | ---------- | ----- | ------------- | --------- |
| 2008 |              |         |                   |            |       |               |           |
| 1.   | Ana Ivanović | 1       | US Open, New York | Cemento    | 2T    | 6-3, 4-6, 6-3 | 188       |